# Parcul Național Šumava
Šumava (în cehă Národní park Šumava) este un parc național din sud-vestul Cehiei. Cu o suprafață de 680,64 km2, este cel mai mare parc național din țară.

## Istorie
Primele încercări de a instaura o zonă de protecție în Šumava datează din 1911. În 1963, a fost înființat parcul natural Šumava printr-un decret guvernamental al Republicii Cehoslovace. Statutul de parc național a fost atribuit la 20 martie 1991. Pe teritoriul zonei protejate de află turbării, păduri de molid și fag, pajiști montane și lacuri glaciare. Šumava este unul dintre cele mai întinse complexe forestiere intacte din Europa centrală.

## Natură

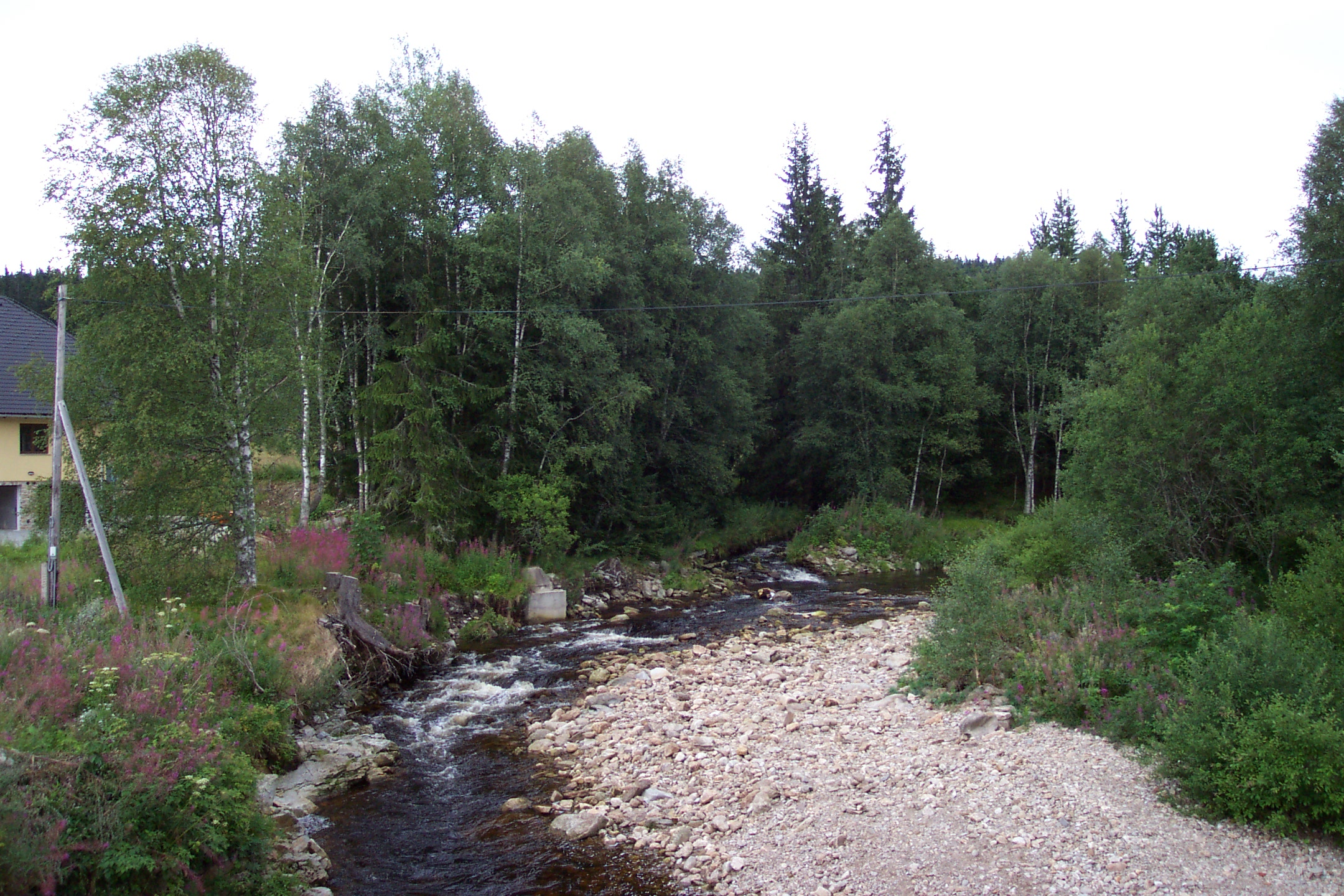
Râu din satul Modrava, Šumava

Parcul național este acoperit cu păduri mixte, speciile predominante fiind fagul, molidul și bradul. Aici sunt amplasate trei lacuri de origine glaciară: Plešné⁠(d), Prášilské⁠(d) și Laka⁠(d).

## Galerie de imagini

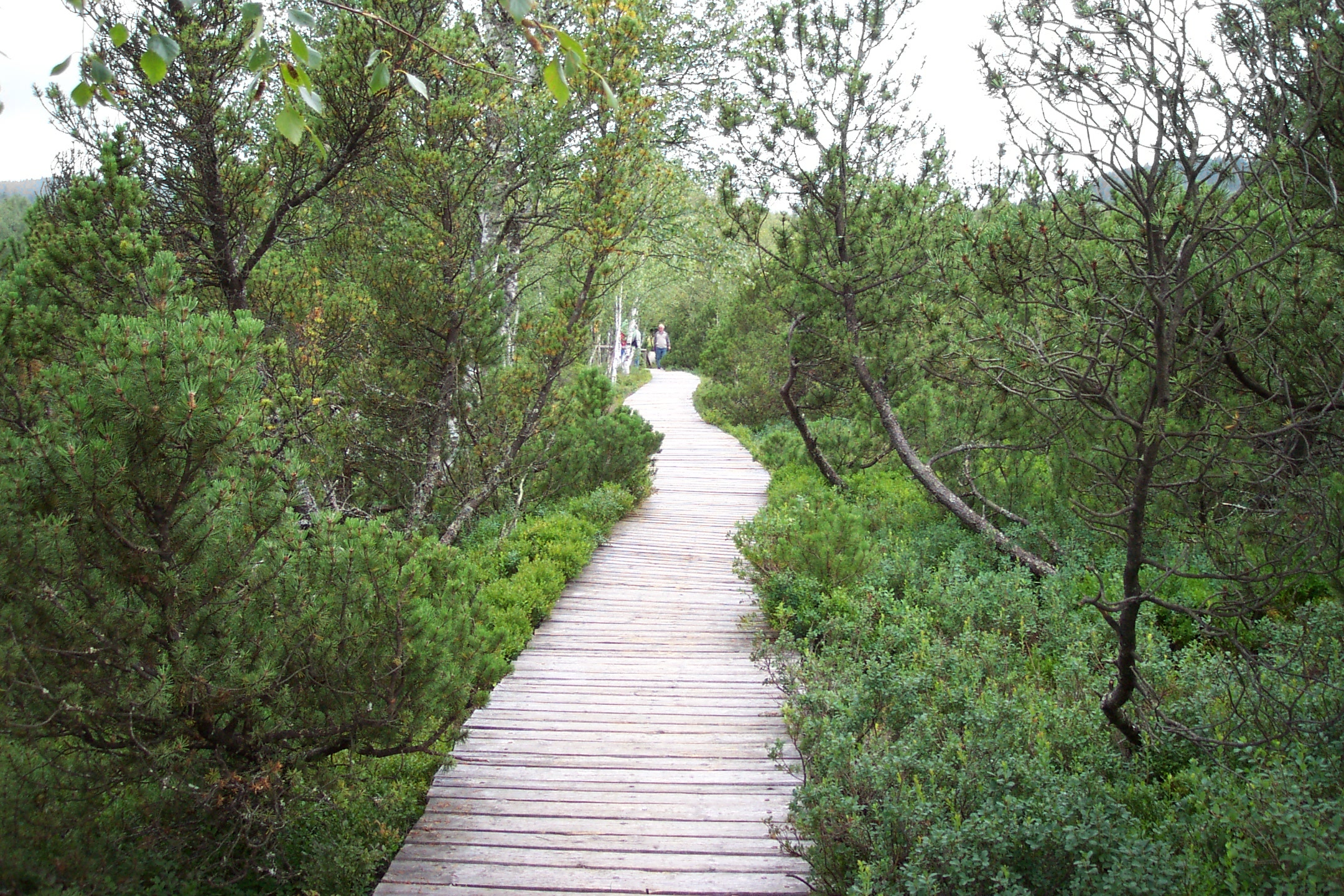
Cărare
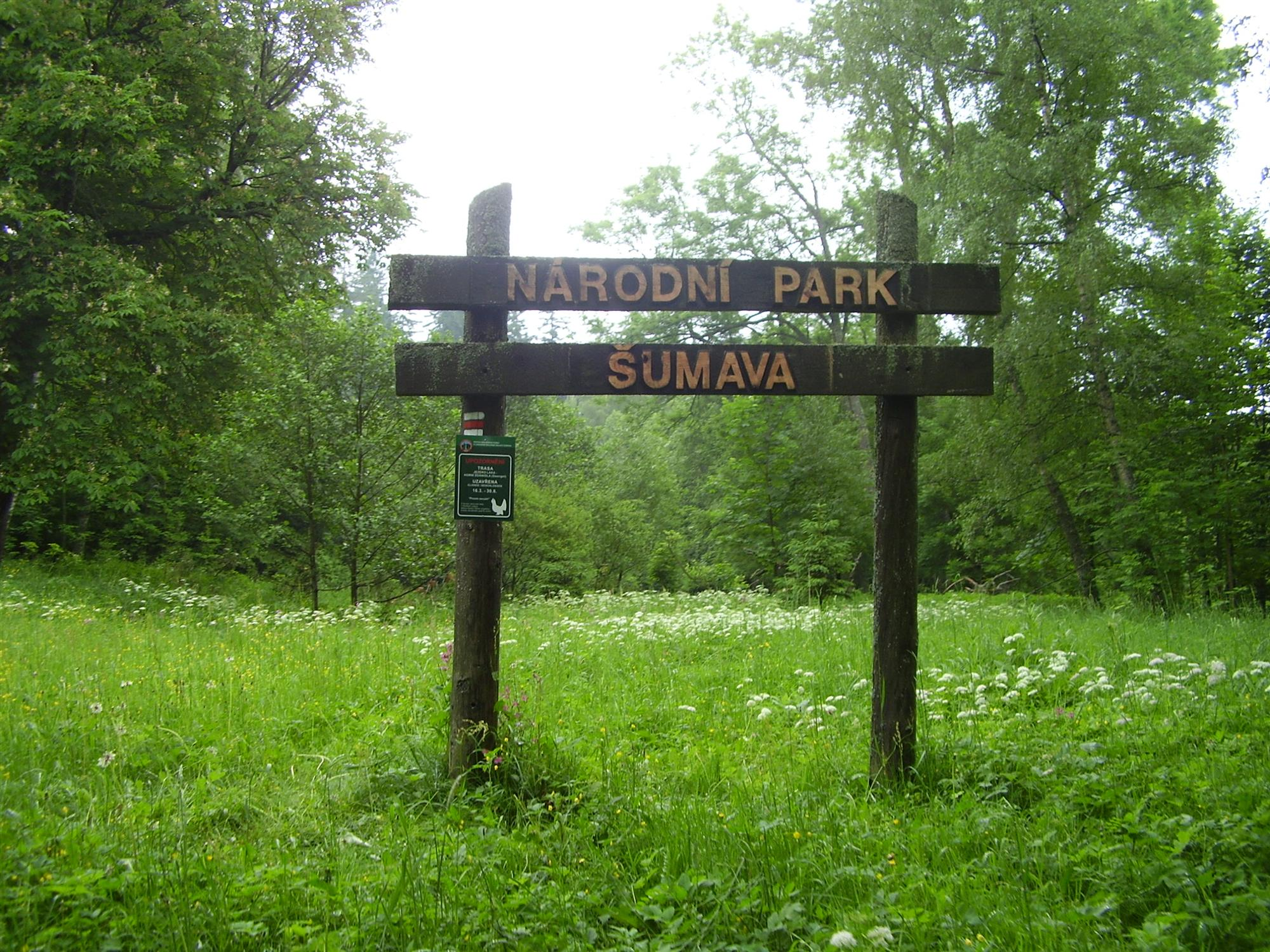
Inscripție la intrare
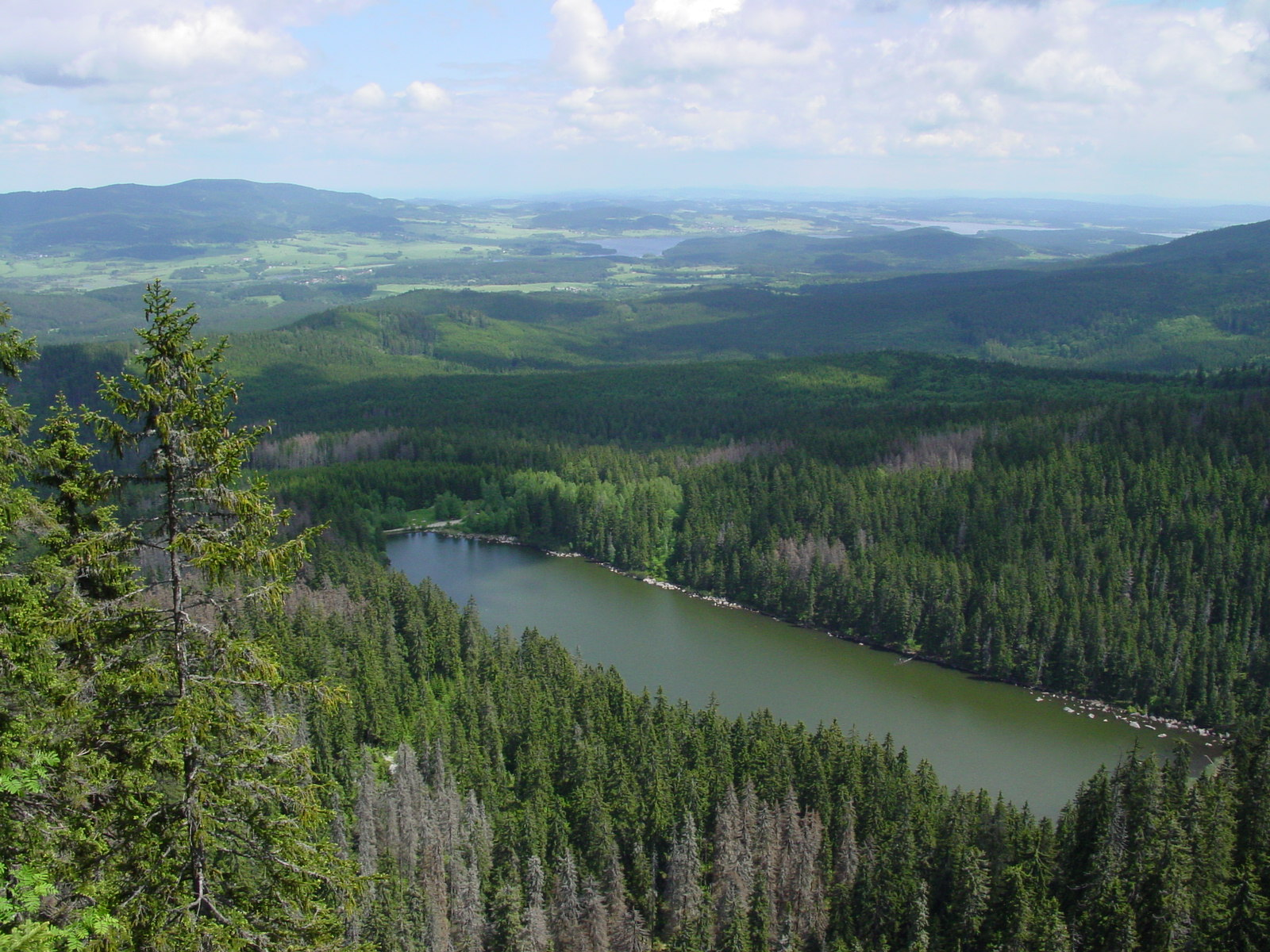
Lacul Plešné
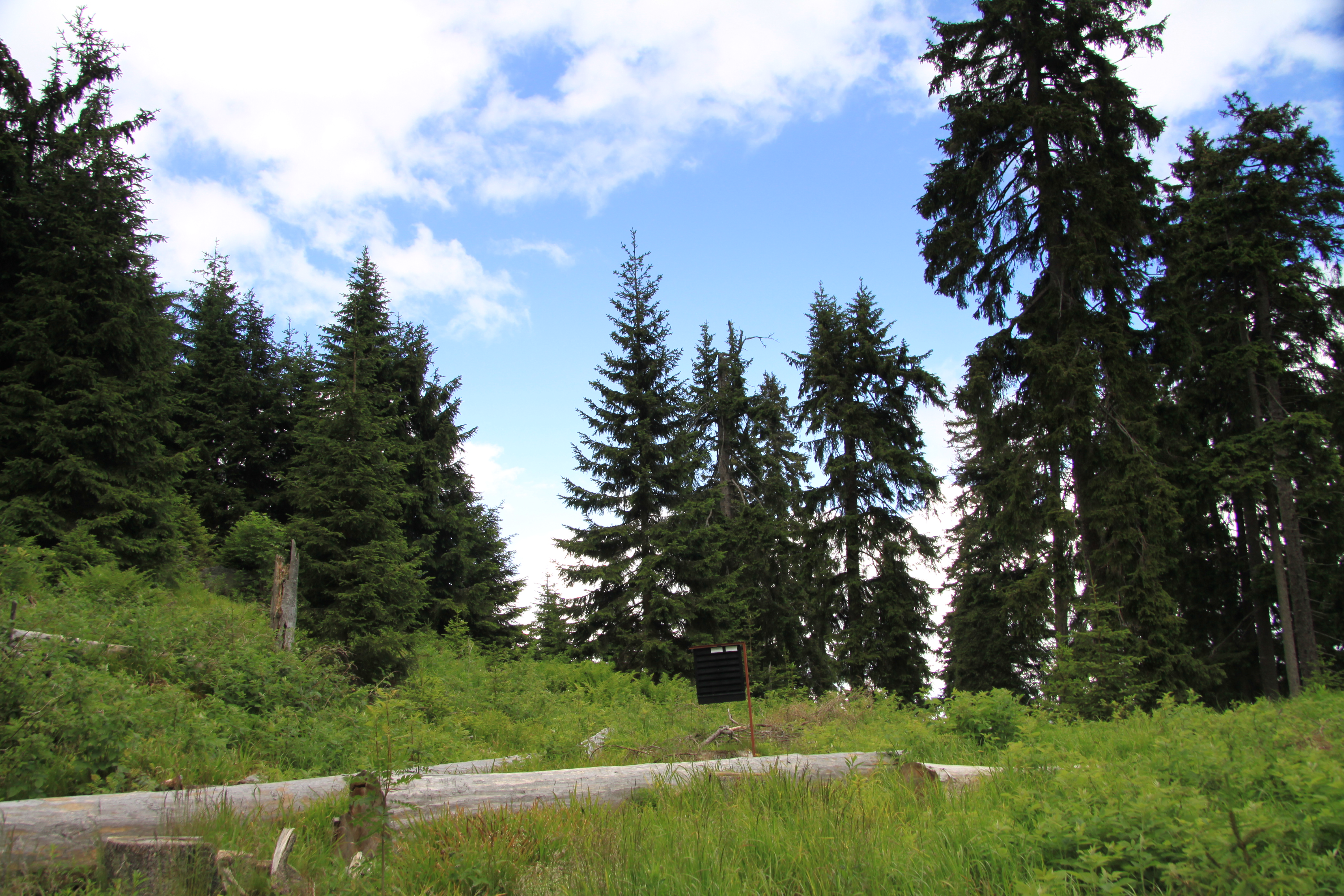
Pădure de conifere